# Peter Pragal
Peter Pragal (* 8. Juni 1939 in Breslau, Provinz Niederschlesien) ist ein deutscher Journalist, der lange Jahre als westlicher Zeitungskorrespondent in der DDR lebte und arbeitete.

## Familie
Seine Familie verließ im Januar 1945 Breslau und floh in den Westen. Dr. med. Heinz Pragal, der Vater Peter Pragals und seiner zwei jüngeren Brüder, war noch bis September 1949 in Kriegsgefangenschaft. Peter Pragal und seine Ehefrau Karin haben mit Markus (* 1971) und Katharina (* 1973) zwei gemeinsame Kinder. Beide besuchten in Ost-Berlin einen evangelischen Kindergarten, Markus wurde anschließend 1977 an einer Polytechnischen Oberschule eingeschult. Auf Grund des Sonderstatus seiner Eltern war es ihm nicht erlaubt, den Jungpionieren beizutreten – er durfte jedoch, ohne das typische blaue Halstuch zu erhalten, an deren Aktivitäten teilnehmen. In späteren Jahren besuchten die Kinder Schulen in der Nähe von Bonn und ab 1984 in West-Berlin.

## Leben
Pragal besuchte zunächst für wenige Wochen die Volksschule seines Wohnortes Krombach im Siegerland (zu Nordrhein-Westfalen). Am Weidenauer Fürst-Johann-Moritz-Gymnasium war er von 1959 bis 1960 Schulsprecher, arbeitete für die Schülerzeitung strebergarten, zu deren Gründungsteam er gehörte, und legte 1961 sein Abitur ab. Anschließend zog er nach München, wo er zunächst an der Ludwig-Maximilians-Universität Zeitungs-, Politik- und Geschichtswissenschaft studierte und später die Deutsche Journalistenschule besuchte.
1965 nahm er seine berufliche Tätigkeit in der Bayern-Redaktion der Süddeutschen Zeitung auf, später wechselte er als Reporter in das Ressort Innenpolitik. Im Zuge des Grundlagenvertrages von 1972 verpflichtete sich die DDR, bundesdeutsche Journalisten mit festen Wohnsitzen in Ost-Berlin zu akzeptieren. Als einziger Interessent seiner Redaktion erhielt Pragal im März 1973 die Zulassung für den Umzug in den Bezirk Lichtenberg. Dieser erfolgte im Januar 1974 und er begann als erster in Ost-Berlin lebender bundesdeutscher Korrespondent aus der Hauptstadt der DDR zu berichten. Obgleich der Arbeitsalltag unter anderem durch strenge Reglementierungen, Schikanen seitens der Behörden und Stasi-Überwachung bestimmt war, genoss Pragal doch auch einige Vorzüge seiner Arbeit – so war es ihm beispielsweise zu jeder Zeit (auch nachts) ohne Probleme gestattet, die Grenzübergänge nach West-Berlin zu überqueren.
1979 wechselte er zum Stern, für den er zunächst in Bonn unter anderem als Leiter des Parlamentsbüros tätig war. 1984 zog er als Korrespondent erneut nach Ost-Berlin, erhielt dieses Mal aber zusätzlich auch eine Dienstwohnung im Westteil der Stadt. Im März 1991 schließlich wechselte Pragal zur Berliner Zeitung und arbeitete dort bis zu seinem Ruhestand im Jahr 2004.
Ab etwa 1991 nahm er bei der Behörde des Bundesbeauftragten für die Stasi-Unterlagen Einsicht in die über ihn im Laufe der Jahre angelegten Akten, die mehrere Tausend Seiten füllten. Er war während seiner gesamten Zeit in Ost-Berlin akribisch beschattet worden. Mehrere Gespräche mit dem ehemals zuständigen Offizier ergaben, dass für die Beschattenden relativ schnell klar war, dass weder Pragal noch seine Frau geheimdienstliche Spione oder ähnliche von den Westmächten manipulativ eingesetzte Infiltranten waren. Dennoch musste die Beobachtung auf Wunsch höherer Behördenkreise fortgeführt werden. In den Protokollen wurde Peter Pragal als „Starnberg“ und seine Frau als „Kobra“ bezeichnet.

## Publikation
- Peter Pragal: Der geduldete Klassenfeind: Als West-Korrespondent in der DDR. Osburg Verlag, Berlin, 2008, ISBN 3-940731-09-9
- Peter Pragal: Ihr habt es aber schön hier! Piper Verlag, München, 2011
- Peter Pragal: Wir sehen uns wieder, mein Schlesierland – Auf der Suche nach Heimat. Piper Verlag, München, 2012